# Jake Thackray
John Philip Thackray, detto Jake (Kirkstall, 27 febbraio 1938 – Monmouth, 24 dicembre 2002), è stato un cantautore e poeta britannico.

## Biografia
Noto in particolare negli anni sessanta e settanta per le sue apparizioni televisive con canzoni di tono comico su temi di attualità, ha spaziato tra il satirico, il sentimentale e il religioso in una maniera che ha reso il suo lavoro difficile da catalogare.
Cantava con voce baritonale accompagnandosi con la chitarra classica. Il suo stile è stato fortemente influenzato da Georges Brassens e da altri chansonniers come Jacques Brel e Charles Trenet. A sua volta Thackray ha ispirato numerosi cantautori come Morrissey, Alex Turner, Nick Drake.
È morto la vigilia di Natale del 2002 in seguito ad un attacco di cuore.

## Discografia

### Album in studio
- The Last Will and Testament of Jake Thackray (1967)
- Jake's Progress (1969)
- Bantam Cock (1972)
- On Again! On Again! (1977)

### Dal vivo
- Live Performance (1971, ristampe 1977 e 2006)
- Jake Thackray and Songs (1983)
- Live at the Lobster Pot (2005)
- Live at the Lobster Pot volume 2 (2005)
- Jake Thackray - Live in Germany (2005)

### Raccolte
- The Very Best of Jake Thackray (1975, ristampa 2003)
- Lah-Di-Dah (1991)
- The Jake Thackray Project (2002)
- The Jake Thackray Collection (2003)
- Jake in a Box (4 CD) (2006)